# Georg Wilhelm Rauchenecker

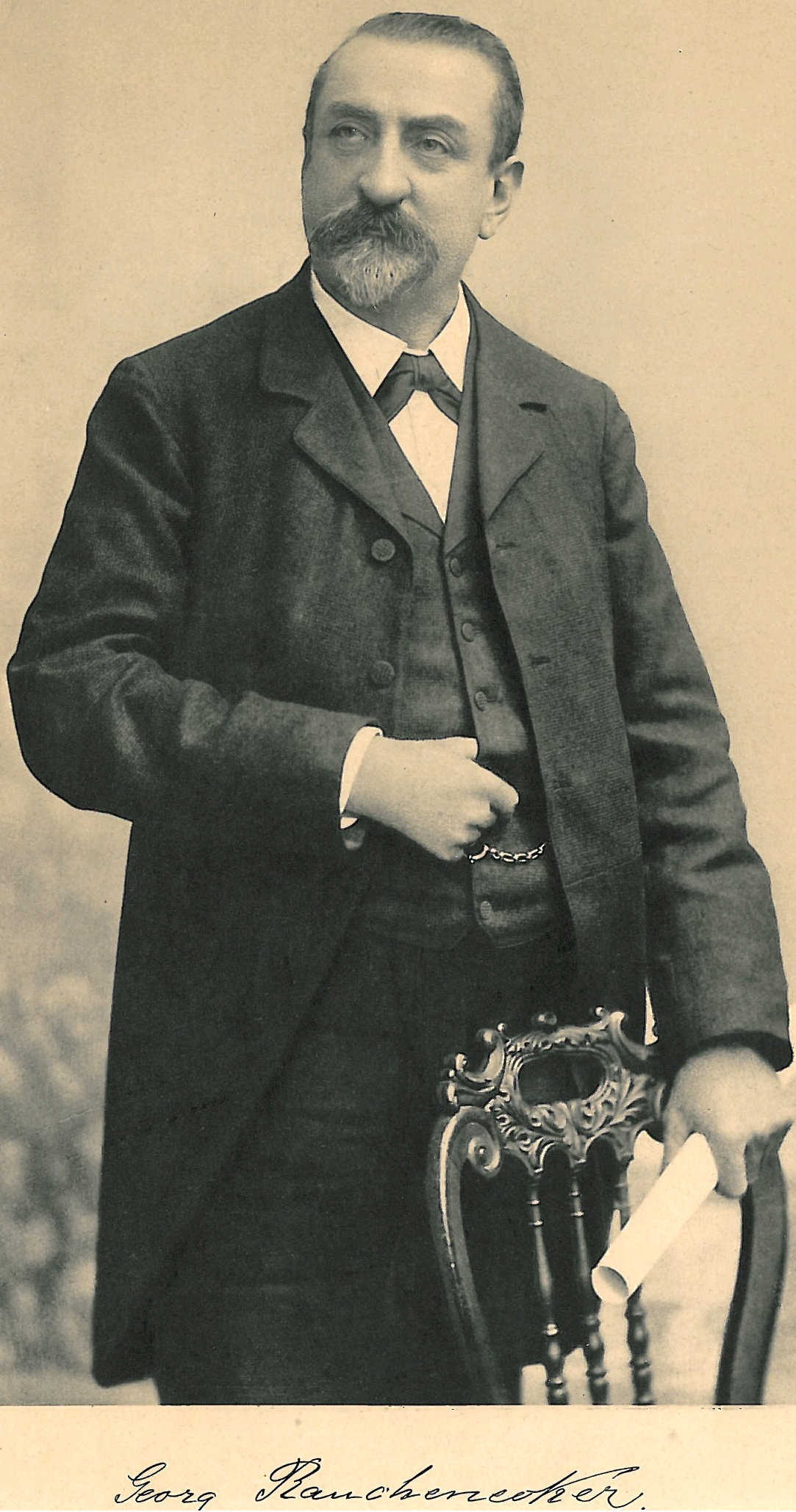
Georg Wilhelm Rauchenecker, um 1885

Georg Wilhelm Rauchenecker (* 8. März 1844 in München; † 17. Juli 1906 in Elberfeld, heute Wuppertal) war ein deutscher Komponist, Musikdirektor und Geiger.

## Leben

### Kindheit und Jugendzeit (1844–1860)
Georg Wilhelm Rauchenecker wurde am 8. März 1844 in München als erstes Kind des Stadtmusikers Jakob Rauchenecker (1815 – 1876) und der Rosina Crescenz Rauchenecker, geb. Wening (1815 – 1876), geboren und zwei Tage später in Sankt Peter zu München nach katholischem Ritus getauft. Sein Vater schickte ihn als kleinen Jungen zu seinem Onkel Georg Wening, der seit 1855 Pfarrer in der 260-Seelen-Gemeinde Thalheim bei Erding war. Möglicherweise wollte man, dass Rauchenecker den Weg seines Onkels geht. Er besuchte dann das königliche Maximilians-Gymnasium in München und spielte dort im Alter von 11 Jahren die erste Violine als Musiker für den Kirchenchor. Rauchenecker erhielt eine umfassende musikalische Ausbildung in Klavier und Orgel bei Theodor Lachner, Violine bei Joseph Walter, Kontrapunkt bei August Baumgartner und Komposition bei Franz Lachner. Seit 1859 unterrichtete er auch selbst, und zwar Violin-, Klavier- und Orgelspiel sowie alle theoretischen Fächer wie Harmonielehre, Kontrapunkt, Fugen- und Formenlehre und Instrumentationslehre. Der spätere Geiger im Hoforchester in München, Max Hieber, war einer seiner Schüler in dieser Zeit.

### Französische Jahre (1860–1870)
Am 1. August 1860 bekam Georg Wilhelm Rauchenecker einen Pass für Frankreich und war ab diesem Zeitpunkt als erster Geiger am Grand Théâtre de Lyon tätig. 1862 wurde er als Kapellmeister nach Aix-en-Provence berufen und ging 1864 als erster Theaterkapellmeister nach Carpentras. Dort heiratete er 1866 die Institutslehrerin Elisabeth Antoinette Emilie Fournial (1842 – 1870). Die gemeinsamen Zwillingskinder Alban und Margarethe wurden am 8. September 1867 in Carpentras geboren. Im Jahre 1868 nahm Rauchenecker eine Stelle als erster Opernkapellmeister und Direktor des Konservatoriums in Avignon an. Nachdem er bei Ausbruch des Deutsch-Französischen Krieges 1870 als Staatsbürger eines deutschen Staates des Landes verwiesen wurde, ließ er sich in der Schweiz nieder.

### Schweizer Jahre (1870–1884)
Kurz nach der Ankunft in Zürich starb seine Frau Elisabeth im Alter von nur 28 Jahren. Rauchenecker verdiente seinen Lebensunterhalt als Klavierlehrer und war Mitglied des Tonhalleorchesters in Zürich. Er wurde durch seinen späteren Schwager, den Kapellmeister des Zürcher Stadtorchesters, Oskar Kahl, bei Richard Wagner eingeführt. Am 21. Dezember 1870 fanden im Foyer des alten Theaters in Zürich die ersten Proben zur Aufführung des Siegfried-Idylls statt, das dann am 25. Dezember 1870 unter der Leitung von Richard Wagner zu Cosimas Geburtstag auf der Treppe des Hauses in Tribschen bei Luzern uraufgeführt wurde. Rauchenecker war einer der 15 Musiker des kleinen Orchesters. Bereits am 31. Dezember 1870 begann eine Reihe von sieben Quartettabenden, bei denen Oskar Kahl (1. Violine), Georg Rauchenecker (2. Violine), Hans Richter (Viola) und Hermann Ruhoff (Cello) im Wagner’schen Hause Beethoven-Quartette einstudierten.
Im Jahre 1871 wurde Rauchenecker als Musikdirektor nach Lenzburg berufen, wo er von Dr. Jakob Heinrich Ziegler-Sulzer (1798 – 1882), einem Winterthurer Arzt und Musikförderer, entdeckt wurde.
Im Frühjahr 1873 konvertierte er zum evangelischen Glauben, da seine zweite Frau evangelisch war. Die Hochzeit mit Anna Karolina Ulrica Kempin (1845 – 1904) fand am 25. März 1873 in der Diakonatskirche zu Neumünster (Zürich) statt.
Am 29. Oktober 1873 wurde Rauchenecker auf Vorschlag von Ziegler-Sulzer als Direktor des Musikkollegiums Winterthur gewählt, wo er seit Anfang Dezember 1873 auch als Direktor der Musikschule tätig war. In den darauffolgenden zehn Jahren bestimmte er das Musikleben der Stadt entscheidend mit.
Von 1873 bis 1876 leitete er den Männerchor „Frohsinn“ und im Jahre 1875 den Männerchor Frauenfeld.
Am 3. April 1876 starb Raucheneckers Vater Jakob in Winterthur, am 18. Februar 1877 wurde seine Tochter Helene geboren. Die Stelle als Organist an der evangelisch-reformatorischen Stadtkirche in Winterthur übernahm er 1878 von Julius Buckel. Seine Tochter Elsa wurde am 28. Januar 1880 geboren.
Im Jahre 1880 eröffnete Rauchenecker gemeinsam mit U. Ruckstuhl eine Musikalienhandlung in Winterthur. Sein Abschied von Winterthur wurde mit einem Konzert am 13. März 1884 feierlich begangen.

### Berliner Jahre (1884–1885)
Der 30. März 1884 markiert den Tag des Umzugs nach Berlin, wo Georg Wilhelm Rauchenecker das Berliner Philharmonische Orchester in der Bernburger Straße in Kreuzberg leitete. Dieser Posten wurde ihm dank der außerordentlich wohlwollenden Aufnahme seiner Symphonie in f-Moll zuteil, welche er im Oktober 1883 in Berlin aufführte. Bereits am 30. April dirigierte er sein erstes Sinfonie-Konzert. Außerdem arbeitete er am Stern’schen Konservatorium als Klavierlehrer und betrieb dort Ensembleübungen.

### Elberfelder Jahre (1885–1906)
Nach einem kurzen Aufenthalt in Kassel übersiedelte Rauchenecker im Frühsommer 1885 nach Barmen. Bis 1887 übernahm er die Leitung des dortigen Orchestervereins und ab 1887 die des Instrumentalvereins Elberfeld (seit 1929: Instrumentalverein Wuppertal). Im Jahre 1889 gründete er eine Musikschule in Elberfeld. Hier gehörten unter anderem der Posaunist Joseph Franz Serafin Alschausky sowie der Komponist Gustav Adolf Uthmann zu seinen Schülern.
Von 1892 bis 1893 dirigierte er den Männergesangverein „Deutscher Sängerkreis“. 1902 wurde Rauchenecker zum städtischen Kapellmeister ernannt.
Seine zweite Frau Anna, geb. Kempin, starb am 2. Januar 1904 in Elberfeld. Im Jahre 1905 wurde Rauchenecker der Titel Königlich Preußischer Musikdirektor verliehen.
Georg Wilhelm Rauchenecker starb am 17. Juli 1906 in Elberfeld an den Folgen einer Lungenentzündung.

## Werke
Rauchenecker hat zahlreiche Werke der unterschiedlichsten Musikgattungen komponiert:

### Orchesterwerke
- La Serenade pour Orchestre (1857);
- Grand Ouverture pour Musique Militaire (1867);
- La Marseillaise pour Musique Militaire (1868);
- 1. Sinfonie f-Moll (1875);
- 2. Sinfonie H-Dur „Jubelsinfonie“ (1885);
- 3. Sinfonie D-Dur „Elegische Sinfonie“ (1903/1904);
- Ouvertüre „Souvenirs d’Aix“ (um 1863);
- Symphonisches Tonwerk im Stil einer Ouvertüre (1880);
- Hochzeits-Idyll (1889);
- Alarich auf der Akropolis (um 1899/1900), sinfonische Dichtung;
- Aus der Jugendzeit (um 1896), sinfonische Dichtung;
- Friedrich Rotbart (um 1870), sinfonische Dichtung;
- Zwischenspiel aus der Oper Sanna (um 1893).

### Konzerte
- Violinkonzert Nr. 1 a-Moll (1876/1885);
- Violinkonzert Nr. 2 h-Moll (1900);
- Klavierkonzert Nr. 1 h-Moll (1898);
- Klavierkonzert Nr. 2 f-Moll (1894);
- Oboenkonzert h-Moll (1905);
- Cellokonzert d-Moll (1904).

### Lieder
- „Amoureux Duellistes“ (1866);
- „Groom par Amour“ (1866);
- „Blonde Maîtresse“ (1866);
- „Fünf Lieder der Brautzeit“ (Bräutigamslieder) (1894) für Bariton und Klavier;
- „Sieben Lieder“ nach dem Roman Der Liedermacher (1894) für Sopran und Klavier;
- „Abendlied“ (1896);
- „Maria Wiegenlied“ (1898);
- „Wirtstöchterlein“ (1898);
- „Schwing dich auf“ (1900);
- „Ave verum corpus“ (1903) für Alt, Violoncello, Harfe und Orgel;
- „So geht’s“ für Singstimme und Klavier (um 1888);
- „Bergisches Lied“ für Bariton und Klavier;
- „Drei Gesänge“ für Bariton;
- „Fünf Lieder“ für eine tiefe Stimme (um 1883/84);
- „Königsmordliche Ballade“ mit Flötenbegleitung (um 1874).

### Chorwerke
- Sechs Lieder (1878) für gemischten Chor;
- Zwei Särge (1900) für gemischten Chor und Klavier;
- Pharao für vierstimmigen gemischten Chor oder dreistimmigen Frauenchor und Klavier (1897);
- Lied von der Glocke für vierstimmigen gemischten Chor mit Deklamation und Klavier oder für dreistimmigen Frauenchor (um 1895);
- Hymne zur Einweihung des Kaiser-Wilhelm- und des Kaiser-Friedrich-Denkmals in Elberfeld (1883) für Männerchor;
- Deutsches Schwert und deutscher Sang (1891) für vierstimmigen Männerchor;
- Gotenzug, op. 137 (1899) für vierstimmigen Männerchor mit Blasinstrumenten oder Klavier;
- Gotentreue, op. 138 (1899) für Männerchor, Soli und Orchester (oder Klavier);
- Germania für Männerchor (um 1896);
- Sechs Lieder für Männerchor;
- Schwert und Palme für Männerchor;
- Baracher Wein für vierstimmigen Männerchor (um 1889);
- Chorlied der Deutschen in Amerika für vierstimmigen Männerchor (1885);
- Der Lenz ist da für Männerchor (um 1890);
- O du taufrischer Morgen für Männerchor (1877);
- Wie lieb ich dich für Männerchor (1877);
- Walther von der Vogelweide für vierstimmigen Männerchor a-cappella (1899);
- Das heutige Vaterland für Männerchor (1883);
- Gruß der Heimat: Wo immer ich weile für Männerchor (um 1888);
- Die Schönheit der Natur (1900) für vierstimmigen Frauenchor;
- Im Abendrot (1900) für vierstimmigen Frauenchor;
- Geduld (1900) für dreistimmigen Frauenchor;
- Zur heiligen Nacht für gemischten und dreistimmigen Frauenchor und Klavier (1900);
- Vater unser für dreistimmigen Frauenchor mit Harmonium und Flöte (1895);
- Weihnachtsgruß für dreistimmigen Frauenchor und Klavier (1898);
- Ode an das 19. Jahrhundert (1899);
- An die Freiheit (1891) für Soli, Chor und Orchester;
- Niklaus von der Flüe (1874), schweizerische Friedenskantate, für Soli, Männerchor und Orchester;
- Trauerkantate auf den Tod Friedrichs III. (1888) für gemischten Chor, Bariton und Orchester;
- Meine Göttin (1897), Kantate für Tenor, Männerchor und Orchester;
- Huldigung der schönen Künste (1898), Kantate für Soli, Chor und Orchester;
- Heil dir, Germania, Kantate für vierstimmigen gemischten Chor, Klavier und Deklamation (1896);
- Hinaus auf hohen Bergesgipfel, Festkantate (1889);
- Die Murtenschlacht, Kantate für Solo, Chor und Orchester (1875);
- Kaiser Otto I., Kantate für Solo, dreistimmigen Frauchenchor und Klavier oder für Solo, gemischten Chor und Klavier (1894);
- Borussia, Kantate für gemischten Chor mit Soli, Flöte und Klavier oder für dreistimmigen Frauenchor mit Soli, Flöte und Klavier (1900);
- Durch Nacht zum Licht (per tenebras ad lucem) (um 1900), Oratorium für Chor, Soli und Orchester;
- Große vokale Messe (1863/64) für sechsstimmigen Chor;
- Titanenschicksal (1899);
- Festgesang für gemischten Chor, Soli und Orchester (1877).

### Bühnenwerke
- Tristanderl und Süßholde (1865), Parodie einer Zukunftsoper;[1]
- La graine de coquelicot (um 1863), Opéra comique in 1 Akt;
- Le florentin (1871), Oper in 3 Akten;
- Adelheid von Burgund (1886), Oper;
- Die letzten Tage von Thule (um 1889), Oper in 4 Akten;
- Sanna (1893), Oper in 2 Akten;
- Ingo (1893), Oper in 4 Akten;
- Don Quijote (1895), Oper in 3 Akten;
- Der Florentiner (1901), Oper in 3 Akten (Neufassung von Le florentin);
- Schauspielmusik Ovid bei Hof (nach 1885);
- Festspiel Theodor Körner (1891);
- Amalasuntha, Oper.

### Kammermusik
- Streichquartett Nr. 1 c-Moll (1874);
- Streichquartett Nr. 2 D-Dur (1878);
- Streichquartett Nr. 3 a-Moll (um 1879);
- Streichquartett Nr. 4 E-Dur (um 1883);
- Streichquartett Nr. 5 g-Moll (in Form einer Suite) (um 1890);
- Streichquartett Nr. 6 Es-Dur;
- Klavierquintett D-Dur (1897) für Klavier, Flöte, 2 Violinen, Viola und Violoncello;
- Streichersextett Es-Dur (1897) für 2 Violinen, 2 Violen und 2 Violoncelli;
- Bläseroktett B-Dur (1897) für Flöte, Oboe, Englischhorn, 2 Hörner, Bassklarinette und Fagott.

### Werke für Soloinstrumente
- 6 Charakteristische Tonbilder, op. 24 bis 29 (1873) für Violine und Klavier;
- Orientalische Phantasie (1874) für Violine und Streichquartett oder Klavier;
- Die vier Temperamente, 4 kleine Klavierstücke;
- 5 kleine Klavierstücke;
- 26 kleine Orgelpräludien (um 1902/03);
- Jesu, komm zu mir für Orgel;
- Präludium für Harmonium (nach 1885).

## Diskografie (Auswahl)
- Streichquartett Nr. 1 (1874) (Jecklin, DDD, 95)